# 達尼·安德魯
達尼·安德魯（英語：Danny Andrew；1990年11月23日—）是一位英格蘭足球運動員。在場上的位置是後衛。他現在效力於英格蘭足球甲級聯賽球隊弗利特伍德镇足球俱乐部。

## 外部連結
- 足球数据库：達尼·安德魯的球员统计数据